# لام (جمجمه)
در کالبدشناسی جمجمه، به نقطه برخورد در تاجی و درز پیکانی (سهمی)، لام (انگلیسی: Lambda) می‌گویند.